# クリスチャン・サイエンス・モニター
クリスチャン・サイエンス・モニター（The Christian Science Monitor、略称：CSM）はアメリカ・ボストンを本拠とする国際的なオンライン新聞。日刊紙であり、月曜日から金曜日まで（土日を抜いて）発行されている。キリスト教系新宗教団体クリスチャン・サイエンスの創始者メリー・ベーカー・エディ (Mary Baker Eddy) によって1908年に創刊された。

## 特徴
通信社に依存せず、ほとんどの記事は世界11カ国の支局にいる専門記者によるものである。過去の一時期、記者のほとんどが教会のメンバーで構成されていた。
クリスチャン・サイエンス・モニターという紙名にもかかわらず、この新聞は宗教紙として創刊されたものではなく、またクリスチャン・サイエンスの教義を直接宣伝しようとしているわけでもないが、創始者エディの要請により、日常的な宗教関係の記事を毎号載せる。
さらにエディは、信徒以外の一般読者を獲得できるか危ぶんだ何人かの相談役の当初の反対を押し切り、同紙の名前に「クリスチャン・サイエンス」と入れるようにも要請した。
クリスチャン・サイエンス・モニターは、統一教会系出版社である世界日報社と提携している（世界日報社のHPに「※世界日報社は米紙クリスチャン・サイエンス・モニターと提携しています。」と表記されていた）。

## 歴史

### 黎明期
同紙が創刊されるきっかけの一つには、当時の悪評高いイエロージャーナリズム（扇情的ジャーナリズム）に対するエディの意思表示という意味があった。エディの著書『科学と健康—付聖書の鍵—』 (Science and Health with Key to the Scriptures) が出版されて間もなく、本の人気はジョセフ・ピュリッツァーの目に留まった。ピュリッツァーがエディに対抗する武器として、エディの土地を自分の新聞『ニューヨークワールド』 (New York World) のために使い、その支配権を奪おうという作戦を始めた時、エディは86歳で富と名声の絶頂期にあった。ピュリッツァーはエディに不満を抱いている昔の友人たちや彼女の一人息子に訴訟を起こすよう説得し、この不動産の所有を主張させた。『ワールド』紙はスキャンダル記事や彼女を非難する論説を載せてエディに嫌がらせをしたが、結局この不動産に関する訴訟、いわゆるNext Friends（訳注：適訳不明）訴訟、は裁判においては最終的には棄却された。エディは「『モニター』紙の使命は、『誰をも傷つけず、人類すべてを祝福する』ことにある」と断言した。皮肉にも、ピュリッツァーは後に、『モニター』紙の報道に対して7回続けて名声高いピュリッツァー賞を与えることになった。同紙はとりわけジョン・K・クーリーのようなベテランの専門家の資料を公表しつつ、中東に関して徹底的に掘り下げた取材をすることでよく知られている。

### 1960年代からの経営難
同紙はもともとブロードシート判であったが、後にタブロイド判になっている。1960年代より、発行部数・利益の拡大に躍起になっている。教会の指導者およびクリスチャン・サイエンス出版協会の経営者は、人員削減や廃刊を行わざるを得ない状況だと噂されたが（後に否定された）、1989年には有名な編集長ケイ・ファニング（Kay Fanning、アメリカ新聞記者協会〈ASNE: en:American Society of Newspaper Editors〉の会長であり、『アンカレッジ・デイリーニューズ』の前編集長）が、編集局長のDavid Anable、副編集長のDavid Winder、その他数人の編集局スタッフを連れて大々的に抗議の辞職を行うという事態に至った。
このような展開は、印刷媒体の新聞の規模を縮小し、ラジオ番組や高級雑誌、短波放送、テレビ放送へと規模を拡大するという管理権の移行の前兆となった。しかしながら、教会指導者たちの予想を裏切って、出費は急速に収入を超過するようになってしまった。破産ぎりぎりまで追い詰められ、委員会は番組放送を打ち切らざるを得なかった。

### オンライン紙へ
印刷版は読者数の拡大に努力し続けた。そして2004年、教会の信託を受けて再び採算が取れるようになった。『モニター』紙は他の新聞よりも早く、将来に向けてウェブサイト版へと移行した。ウェブは同紙に厳しい採算と日々国際的に新聞を送り出さねばならない物流上の困難を克服させる契機となった。『モニター』紙は、1996年に初のオンライン新聞の一つとなり、さらに、PDFファイル版作成に着手した最初の新聞の一つとなった（2001年）。それはまた、同紙がRSS方式での提供を行う、はるか昔の開拓者であったことも意味する。ウェブサイトは広告収入によって支える努力がなされているが、印刷版はもっとコストが掛かり、たくさんのスタッフを解雇せざるを得なかった。
2009年4月からは発行ペースを週刊（日曜版のみ）とし、事実上インターネット上のみにてニュースを配信する正真正銘のオンライン新聞にほぼ移行する。これは部数減少に伴う経営難が続いているためで、アメリカの主要日刊紙としては初の試みとなる。最盛期であった1970年の部数は22万3000部だったが、2008年には5万部程度まで落ち込む一方でウェブサイト版は順調にアクセス数が増加しており、2008年には月間で約500万アクセスにまで達している現状から、経営資源をウェブサイト版へ集中させる判断を下した。

## 評価
アメリカの（政府などの）情報開示について調査している社会学的なプロジェクトである「プロジェクト・センサード (Project Censored)」は、同紙はしばしば主流なマスメディアでは報じられない、またはあまり報道されないトピックについて議論する記事を書いている、と書き記している。
陰謀論の世界では、同紙を外交問題評議会（CFR）の機関紙であるとする説がある（CFRの正式な機関紙はフォーリン・アフェアーズ）。